# 이레나 라도비치

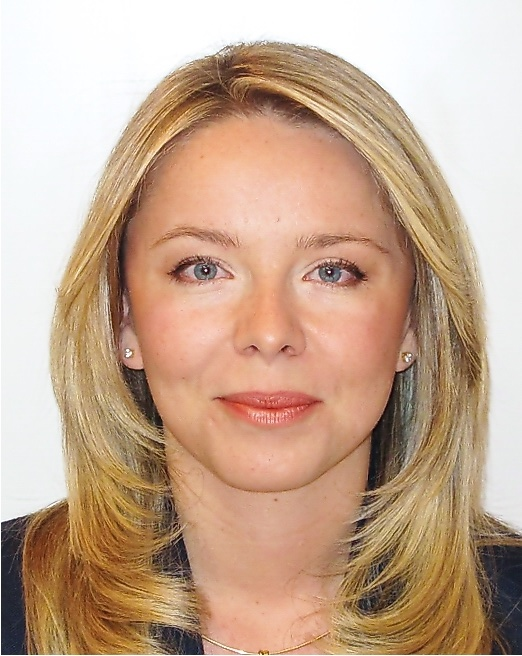
이레나 라도비치

이레나 라도비치(몬테네그로어: Irena Radović, 1978년 4월 21일 ~ )는 몬테네그로의 정치인이다. 2010년 12월부터 2015년 1월까지 프랑스, 모나코, 안도라 주재 몬테네그로 대사를 역임했다.